# Рэннё
Рэннё (蓮如, 25 февраля 1415 — 25 марта 1499) — японский монах, 8-й глава буддийской школы Дзёдо-синсю и председатель (монсю) монастыря Хонган-дзи периода Муромати.

## Биография
Был сыном 7-го председателя (монсю) буддийской школы Дзёдо-синсю. Про мать ничего не известно. Признано, что она была из незнатного рода. В 1421 году Дзоннё разлучил Рэннё с матерью. В Рэннё возник конфликт с мачехой Ниоэнни, которая пыталась сделать наследником школы своего сына Огэна. Однако благодаря дяде Ниодзё, Рэннё избран наследником Дзоннё. В 1457 году после смерти отца он возглавил Дзёдо-синсю.
Тогда же Рэннё начал активную работу как миссионер в провинции Оми для содействия повышению благосостояния школы. Однако продвижение идей школы Дзёдо-синсю обижало монахов старейших храмов школы Тэндай, и Рэннё был вынужден бежать в провинцию Оми, когда был атакован монахами Энрякудзи в 1465 году. В 1469 году перебирается в провинцию Канто.
В 1471 году Рэннё снова был вынужден бежать. Он отправился к Ёсидзаки, где построил храм, который привлёк множество последователей. Идеи Рэннё во многом предназначались для крестьян, которые позже формируют школы Икко-икки. Рэннё был пацифистом, однако, признавая опасность для своих последователей и их храмов от других религиозных направлений от даймё, он поддерживал укрепление храмов и обучение Икко-монти (последователей) военному делу.
В 1475 году он вернулся в Киото и создаёт новые храмы, а также новую базу школы — монастырь Ямасина Хонгандзи Мидо. В это же время Рэннё установил новую форму литургии (хонгё), включая элементы, которые станут основой Хонгандзи-синсю буддизма. Он также переписал множество буддийских текстов в кана, делая тексты более доступными для обычного малограмотного человека.
В 1496 году Рэннё удалился в сельский район реки Эдо, где построил келью. Эта область была известна как «о-дзака» («большой склон»). Его небольшая келья быстро выросла в храм и наполнилась последователями. Уже ко времени смерти Рэннё в 1499 году этот комплекс зданий стал известен как монастырь Исияма Хонган-дзи, который оказался крупнейшим укреплённым монастырём в японской истории.
Велика была значимость Рэннё в учении Синран. Его пасторальные письма известные как «Гобун сё» или «Офуми», часто прочитывались вслух во время проповедей. В то же время были и разговоры о правильности политики Рэннё. С одной стороны Рэннё организовал Синсю в последовательную структуру — перевёл учение Синран на более простой язык и развивал простую литературу. С другой стороны Рэннё внедрял в Синсю некоторые элементы, относящиеся к доктрине конкурента Сэйдзан Дзёдо и также допускал веру в синто-ками (богов из синтоизма) в большей степени, чем это было характерно для Синрана. Вместе с тем без усилий Рэннё секта Дзёдо-синсю почти наверняка была бы разрушена и поглощена другими школами. Последователи записывали проповеди и высказывания Рэннё, которые вошли в сборник «Гойтидай Кикагаку» («Запись услышанного»).
Движение Икко-икки (последователей Дзёдо-синсю) увеличило своё влияние в провинциях Кага и Этидзэн и становилось все более неуправляемым. В 1488 году они вытеснили губернатора провинции Кага на имя Тогаси и фактически взяли под свой контроль всю провинцию. Движение Икко-икки раз за разом наносило поражение воинам клана Асакура из Этидзэн, которых послало бакуфу, чтобы утихомирить восставших. После смерти в 1499 году Рэннё влияние его школы продолжало расти.